# Ichneumon capriolus
Ichneumon capriolus là một loài tò vò trong họ Ichneumonidae.